# Liste des évêques et archevêques d'Antequera
Cette liste recense les évêques qui se sont succédé sur le siège du diocèse d'Antequera depuis sa création le 21 juin 1535. La liste se poursuit avec les archevêques à partir du 23 juin 1891 lorsque le diocèse est élevé au rang d'archidiocèse métropolitain sous le nom d'archidiocèse d'Antequera.

## Évêques
- Juan Lopez de Zárate (21 juin 1535 - 10 septembre 1555)
  - Sede vacante (1555-1561)
- Bernardo de Albuquerque, O.P (27 juin 1561 - 23 juillet 1579)
  - Sede vacante (1579-1583)
- Bartolomé de Ledesma, O.P (3 juin 1583 - 16 février 1604)
- Baltazar de Cobarrubias y Múñoz, O.S.A (6 juin 1605 - 4 février 1608), nommé évêque de Michoacán
- Juan de Cervantes (28 mai 1608 - 13 septembre 1614)
  - Sede vacante (1614-1617)
- Juan Bartolomé de Bohórquez e Hinojosa, O.P (13 novembre 1617 - septembre 1633)
  - Sede vacante (1633-1636)
- Leonel de Cervantes y Caravajal (18 février 1636 - 1637)
- Bartolomé de Benavente y Benavides (27 juin 1639 - 26 juillet 1652)
  - Sede vacante (1652-1655)
- Francisco Diego Díaz de Quintanilla y de Hevía y Valdés, O.S.B (14 mai 1655 - 6 décembre 1656)
- Juan Alonso de Cuevas y Dávalos (19 janvier 1658 - 28 avril 1664), nommé archevêque de Mexico
- Tomás de Monterroso, O.P (23 juin 1664 - 26 janvier 1678)
- Nicolás Ortiz del Puerto y Colmenares Salgado (3 octobre 1678 - 13 août 1681)
  - Sede vacante (1681-1683)
- Isidoro Sariñana y Medina Cuenca (27 septembre 1683 - 10 novembre 1696)
- Manuel Plácido de Quirós de Porras, O.S.B (7 avril 1698 - 9 mars 1699)
- Ángel de Maldonado, O.Cist (21 juin 1700 - 17 avril 1728)
- Francisco de Santiago y Calderón, O. de M (6 juillet 1729 - 13 octobre 1736)
- Tomás Montaño y Aarón (3 mars 1738 - 24 octobre 1742)
- Diego Felipe Gómez de Angulo (28 septembre 1744 - 28 juillet 1752)
- Buenaventura Blanco y Elguero (Helguero) (26 septembre 1753 - 12 mai 1764)
- Miguel Anselmo Álvarez de Abreu y Valdéz (22 avril 1765 - 17 juillet 1774)
- José Gregorio Alonso de Ortigosa (29 mai 1775 - 21 septembre 1792)
- Gregorio José de Omaña y Sotomayor (24 septembre 1792 - 11 octobre 1797)
  - Sede vacante (1797-1801)
- Antonio Bergosa y Jordán (23 février 1801 - 15 novembre 1817), nommé archevêque de Tarragone
- Manuel Isidoro Pérez Sánchez (4 juin 1819 - 27 décembre 1837)
- José Epigmenio Villanueva y Gomez de Eguiarreta (23 décembre 1839 - 13 mai 1840)
- Angel Mariano de Morales y Jasso (1 mars 1841 - 27 mars 1843)
- Antonio Mantecón y Ibáñez (25 janvier 1844 - 11 février 1852)
  - Sede vacante (1852-1854)
- José Agustín Domínguez y Díaz (7 avril 1854 - 25 juillet 1859)
- José María Covarrubias y Mejía (22 juillet 1861 - 5 décembre 1867)
- Vicente Fermín Márquez y Carrizosa (22 juin 1868 - 1 janvier 1887)
- Eulogio Gregorio Clemente Gillow y Zavalza (23 mai 1887 - 23 juin 1891), devient archevêque d'Antequera

## Archevêques
- Eulogio Gregorio Clemente Gillow y Zavalza (23 juin 1891 - 19 mai 1922)
- José Othón Núñez y Zárate (19 mai 1922 - 5 mars 1941)
- Fortino Gómez León (21 novembre 1942 - 25 juillet 1967)
- Ernesto Corripio y Ahumada (25 juillet 1967 - 11 mars 1976), nommé archevêque de Puebla de los Ángeles
- Bartolomé Carrasco Briseño (11 juin 1976 - 4 octobre 1993)
- Héctor González Martínez (4 octobre 1993 - 11 février 2003), nommé archevêque de Durango
- José Luis Chávez Botello (8 novembre 2003 - 10 février 2018)
- Pedro Vázquez Villalobos, depuis le 10 février 2018

## Sources
- (en) « Archdiocese of Antequera, Oaxaca  : Past and Present Ordinaries », sur catholic-hierarchy.org (consulté le 3 novembre 2023)